# Liste der Baudenkmäler in Altmannstein
Auf dieser Seite sind die Baudenkmäler in dem oberbayerischen Markt Altmannstein zusammengestellt. Diese Tabelle ist eine Teilliste der Liste der Baudenkmäler in Bayern. Grundlage ist die Bayerische Denkmalliste, die auf Basis des Bayerischen Denkmalschutzgesetzes vom 1. Oktober 1973 erstmals erstellt wurde und seither durch das Bayerische Landesamt für Denkmalpflege geführt wird. Die folgenden Angaben ersetzen nicht die rechtsverbindliche Auskunft der Denkmalschutzbehörde.
 Die Liste gibt den Fortschreibungsstand vom 19. Oktober 2017 wieder und umfasst 88 Baudenkmäler.

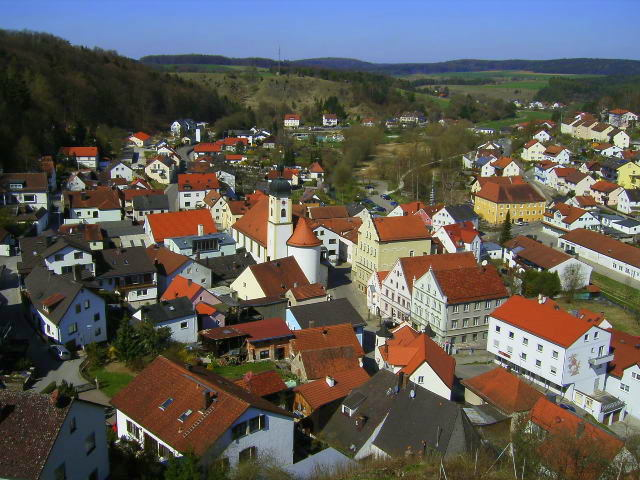
Altmannstein aus der Luft gesehen

## Baudenkmäler nach Ortsteilen

### Altmannstein
| Lage                                                                                              | Objekt                                              | Beschreibung | Akten-Nr.              | Bild                                                |
| ------------------------------------------------------------------------------------------------- | --------------------------------------------------- | --- | ---------------------- | --------------------------------------------------- |
| Bahnhofstraße 15 (Standort)                                                                       | Brauereigasthof                                     | Große dreigeschossige Dreiflügelanlage um einen Innenhof, mit Walmdächern, Fenster mit Putzrahmungen, 18. Jahrhundert, im Kern wohl älter. | D-1-76-112-71 Wikidata | Brauereigasthof                                     |
| Nähe Bahnhofstraße (Standort)                                                                     | Brückenfigur heiliger Johannes Nepomuk              | 1760; in Betoneinhausung aufgestellt 1967 an der Schambachbrücke. | D-1-76-112-72 Wikidata | weitere Bilder                                      |
| Burg-Stein-Gasse 19 (Standort)                                                                    | Burg Altmannstein                                   | Anlage des 13. Jahrhunderts, 1446 und 1633 zum Teil zerstört; Umfassungsmauern und Giebelwände des Palas, mit rundem teilweise erhaltenem Bergfried, 13. Jahrhundert; langgestreckter, zweigeschossiger Wohntrakt mit Satteldächern und Bruchsteinfassade, südwestlich des Burgzugangs, 19. Jahrhundert; Wohnbau mit Treppengiebel, 1911. | D-1-76-112-74 Wikidata | weitere Bilder                                      |
| Nähe Burg-Stein-Gasse; Burg-Stein-Gasse 20 (Standort)                                             | Kalvarienberganlage                                 | Kalvarienkapelle, kleiner quadratischer Bau mit Walmdach, 1840; mit Ausstattung; Unterstand mit Kreuzigungsgruppe, 19. Jahrhundert. | D-1-76-112-73 Wikidata | weitere Bilder                                      |
| Galgenberg, am Weg nach Racklhof (Standort)                                                       | Bildstock                                           | Steinpfeiler mit tabernakelförmigem Aufsatz und Dreifaltigkeitsszene, 1875. | D-1-76-112-91 Wikidata | weitere Bilder                                      |
| Ignaz-Günther-Gasse 1 (Standort)                                                                  | Wohnhaus, heute Ignaz-Günther-Museum                | Zweigeschossiger Massivbau mit Schopfmansarddach, 18. Jahrhundert, mit Segmentbogenfenstern und Putzrahmung, frühes 19. Jahrhundert, Figurennische. | D-1-76-112-77 Wikidata | Wohnhaus, heute Ignaz-Günther-Museum                |
| Ingolstädter Straße 3 (Standort)                                                                  | Wohn- und Geschäftshaus                             | Dreigeschossiger Giebelbau, mit Flachsatteldach, Segmentbogenfenster, Vorschussgiebel und Fassadengliederung mit Stuckdekor, Photo-Atelier mit Oberlichtfenster im Dachgeschoss, bezeichnet mit „1898“. | D-1-76-112-78 Wikidata | weitere Bilder                                      |
| Ingolstädter Straße 43, an der Straße nach Ingolstadt (Standort)                                  | Wegkapelle                                          | Kleiner Putzbau mit Steildach und Fassadengliederung, 18. Jahrhundert. | D-1-76-112-1 Wikidata  | weitere Bilder                                      |
| Katharinengasse 1; Riedenburger Straße 2 (Standort)                                               | Ehemaliges Pfleggerichtshaus                        | Zweigeschossiger Giebelbau mit Flachdach und runden Eckerkertürmen, Giebelspitze mit Vorschussmauer, Gliederung durch Putzprofile, zweite Hälfte 17. Jahrhundert. | D-1-76-112-88 Wikidata | weitere Bilder                                      |
| Katharinengasse 10 (Standort)                                                                     | Ehemalige Katharinenkirche, jetzt Wohnhaus          | Zweigeschossiger Satteldachbau mit ausprägtem Chorabschluss im Nordosten, erbaut nach 1661, profaniert seit 1802, westlicher Anbau, 19./20. Jahrhundert. | D-1-76-112-76 Wikidata | Ehemalige Katharinenkirche, jetzt Wohnhaus          |
| Kochberghang 14 (Standort)                                                                        | Ehemalige Marktbefestigung                          | Mauerteile, spätmittelalterlich, bei Nr. 14. | D-1-76-112-2 Wikidata  | Ehemalige Marktbefestigung                          |
| Marktplatz 1 (Standort)                                                                           | Katholische Pfarrkirche Heilig Kreuz                | Saalbau mit Walmdach, in Chor und Turm Teile der barocken Anlage von 1761/63, 1958 weitgehend neu erbaut; mit historischer Ausstattung. | D-1-76-112-82 Wikidata | weitere Bilder                                      |
| Marktplatz 1, an der Nordseite der Kirche (Standort)                                              | Martersäule                                         | Steinsäule mit tabernakelförmigem Aufsatz und Corpus, bezeichnet mit „1741“. | D-1-76-112-98 Wikidata | weitere Bilder                                      |
| Marktplatz 5 (Standort)                                                                           | Wohnhaus                                            | Kleiner zweigeschossiger Giebelbau mit Satteldach und mittigem zweigeschossigem Steherker, Putzrahmung um die Fenster, lange gewölbte Durchfahrt zum Hof, 17. Jahrhundert, Treppengiebel wohl um 1900. | D-1-76-112-83 Wikidata | Wohnhaus                                            |
| Marktplatz 6 (Standort)                                                                           | Hausmadonna                                         | 18. Jahrhundert. | D-1-76-112-84 Wikidata | BW                                                  |
| Marktplatz 7 (Standort)                                                                           | Wohnhaus                                            | Dreigeschossiger Giebelbau mit Steildach, Neorenaissance-Fassade, im Erdgeschoss eingeschossiger Erker, Putzgliederung und Eckquaderung, 1894. | D-1-76-112-85 Wikidata | Wohnhaus                                            |
| Nähe Marktplatz (Standort)                                                                        | Kriegerdenkmal                                      | Steinskulptur eines Kriegers auf quaderförmigem Sockel, mit Inschrift, bezeichnet mit „1911“. | D-1-76-112-86 Wikidata | weitere Bilder                                      |
| Mühlgasse 3 (Standort)                                                                            | Ehemaliges Gasthaus, jetzt Marktmuseum und Bücherei | Dreigeschossiger Massivbau mit hohem Kniestock und Flachsatteldach, im Kern 17./18. Jahrhundert, Treppengiebel zweite Hälfte 19. Jahrhundert, neu aufgebaut 2004. | D-1-76-112-87 Wikidata | Ehemaliges Gasthaus, jetzt Marktmuseum und Bücherei |
| Nähe Riedenburger Straße, bei Nr. 11 (Standort)                                                   | Bildstock                                           | Steinpfeiler mit Aufsatz, 1897 Besichtigung am 3.9.2023: nicht vorgefunden | D-1-76-112-3 Wikidata  | BW                                                  |
| Nähe Riedenburger Straße (Standort)                                                               | Sogenannter Hungerturm                              | Quadratischer Turmbau aus Bruchstein, Teil der Burgbefestigung und Verbindung zur Marktbefestigung, spätmittelalterlich. | D-1-76-112-75 Wikidata | weitere Bilder                                      |
| Riedenburger Straße ()                                                                            | Wegkruzifix                                         | Eisenguss, zirka 1895. Nicht nachqualifiziert, im Bayerischen Denkmal-Atlas nicht kartiert. | D-1-76-112-90 Wikidata |                                                     |
| Riedenburger Straße 13 (Standort)                                                                 | Ehemaliges Kleinbauernhaus                          | Erdgeschossiger Flachsatteldachbau mit Kalkplattendach, Anfang 19. Jahrhundert Besichtigung am 3.9.2023: Haus entspricht nicht Beschreibung; Neubau? Backofenhäuschen, 19. Jahrhundert. | D-1-76-112-89 Wikidata | BW                                                  |
| Riedenburger Straße 15; Nähe Riedenburger Straße; Riedenburger Straße 15a, Stadelacker (Standort) | Schermühle, Dreiseithof                             | Zweigeschossiges Wohnhaus mit Satteldach, barocke Rautentür, Figurennische, bezeichnet mit „1761“, Putzrahmung und Bemalung, modern; Ökonomiegebäude mit Kalkplattendach, Giebel und Obergeschoss holzverkleidet, traufseitig erschlossen, 19. Jahrhundert; Hofmauer, 18./19. Jahrhundert; Mühlrad und Mühlgraben.                        | D-1-76-112-4 Wikidata  | weitere Bilder                                      |
| Steinbuckel (Standort)                                                                            | Marterl                                             | 1875. Besichtigung am 3.9.2023: nicht vorgefunden | D-1-76-112-81 Wikidata | BW                                                  |

### Althexenagger
| Lage                       | Objekt                                | Beschreibung                                                                                 | Akten-Nr.              | Bild           |
| -------------------------- | ------------------------------------- | -------------------------------------------------------------------------------------------- | ---------------------- | -------------- |
| Althexenagger 1 (Standort) | Kapelle St. Leonhard und St. Wendelin | Kleiner zweiachsiger Saalbau mit Steildach und Dachreiter, 17. Jahrhundert; mit Ausstattung. | D-1-76-112-92 Wikidata | weitere Bilder |

### Berghausen
| Lage                                                           | Objekt                                | Beschreibung                                                                      | Akten-Nr.              | Bild           |
| -------------------------------------------------------------- | ------------------------------------- | --------------------------------------------------------------------------------- | ---------------------- | -------------- |
| Eichetfeld, südwestlich vom Ort am Weg nach Sollern (Standort) | Kapellenbildstock                     | Kleiner Putzbau mit Flachsatteldach, wohl 19./20.(?) Jahrhundert.                 | D-1-76-112-94 Wikidata | weitere Bilder |
| Kirchstraße 2 (Standort)                                       | Katholische Filialkirche St. Nikolaus | Saalbau mit Steildach, im Kern mittelalterlich, Neubau von 1760; mit Ausstattung. | D-1-76-112-93 Wikidata | weitere Bilder |

### Breitenhill
| Lage                      | Objekt                                | Beschreibung | Akten-Nr.              | Bild                                  |
| ------------------------- | ------------------------------------- | --- | ---------------------- | ------------------------------------- |
| Breitenhill 19 (Standort) | Katholische Filialkirche Heilig Kreuz | Saalbau mit Steildach, 18. Jahrhundert, 1901 Turmbau und Verlängerung der Kirche nach Osten; mit Ausstattung.                         | D-1-76-112-95 Wikidata | Katholische Filialkirche Heilig Kreuz |
| Breitenhill 20 (Standort) | Gast- und Bauernhaus                  | Erdgeschossig mit ausgebautem Kniestock, mit Kalkplattendach, nordöstlich angeschlossen kleines Austragshaus, Anfang 19. Jahrhundert. | D-1-76-112-96 Wikidata | BW                                    |

### Bruckhof
| Lage                  | Objekt                   | Beschreibung                                                                              | Akten-Nr.             | Bild           |
| --------------------- | ------------------------ | ----------------------------------------------------------------------------------------- | --------------------- | -------------- |
| Bruckhof 3 (Standort) | Hofkapelle St. Sebastian | Einachsiger Putzbau mit Steildach und neoromanischer Fassadengliederung, 19. Jahrhundert. | D-1-76-112-5 Wikidata | weitere Bilder |

### Dollnhof
| Lage                                              | Objekt     | Beschreibung                                                         | Akten-Nr.              | Bild           |
| ------------------------------------------------- | ---------- | -------------------------------------------------------------------- | ---------------------- | -------------- |
| Am Schamhauptener Bichel, bei Dollnhof (Standort) | Wegkapelle | Kleiner Putzbau mit Flachsatteldach und Holztür, im Kern barock (?). | D-1-76-112-97 Wikidata | weitere Bilder |

### Hagenhill
| Lage                                                | Objekt                                     | Beschreibung | Akten-Nr.              | Bild           |
| --------------------------------------------------- | ------------------------------------------ | --- | ---------------------- | -------------- |
| Haberländerstraße 2 (Standort)                      | Katholische Pfarrkirche St. Peter und Paul | Saalbau mit Steildach, Neubau, bezeichnet mit „1888“, Turm barock; mit Ausstattung. | D-1-76-112-6 Wikidata  | weitere Bilder |
| Haberländerstraße 7; Haberländerstraße 9 (Standort) | Bauernhaus                                 | Erdgeschossiges Wohnstallhaus mit hohem Kniestock und Kalkplattendach, Lüftungsluken im Giebel, bezeichnet mit „1893“, im Kern 18. Jahrhundert nördlich angrenzend Backofenhäuschen, 19. Jahrhundert. Besichtigung am 15.7.2023: nur Backofen vorgefunden, Wohnstallhaus offensichtlich abgebrochen | D-1-76-112-7 Wikidata  | Bauernhaus     |
| Hadrianstraße (Standort)                            | Plankkapelle                               | Kleiner Putzbau mit Steildach, frühes 19. Jahrhundert; mit Ausstattung. | D-1-76-112-10 Wikidata | weitere Bilder |

### Hexenagger
| Lage                                                                                         | Objekt                                                         | Beschreibung | Akten-Nr.              | Bild                                                           |
| -------------------------------------------------------------------------------------------- | -------------------------------------------------------------- | --- | ---------------------- | -------------------------------------------------------------- |
| Kapellenweg 6 (Standort)                                                                     | Ehemalige Kapelle und Grablege, zum Schloss Hexenagger gehörig | Rechteckiger Giebelbau mit Steildach und barocker Putzgliederung, 1737 erbaut, 1838 profaniert, in neuerer Zeit zum Wohnhaus ausgebaut. | D-1-76-112-13 Wikidata | Ehemalige Kapelle und Grablege, zum Schloss Hexenagger gehörig |
| Schloßbergstraße 6; Nähe Schloßbergstraße; Schloßbergstraße 4; Schloßbergstraße 5 (Standort) | Schloss Hexenagger                                             | Flügelförmige Anlage mit Innenhof, 16.–18. Jahrhundert, auf mittelalterlicher Grundlage, mit Ringmauer und Türmen. Wohntrakt, zweigeschossiger Treppengiebelbau, 16. Jahrhundert, Stumpf des romanischen Bergfrieds im westlichen Teil mitverbaut, einbezogen spätmittelalterlicher Torweg; Schlosskapelle St. Johannes und Paulus, kleiner Saalbau mit Steildach, 1625–29, erweitert um 1730, schlanker Turm mit Blendarkaden und Uhr auf Wehrturm-Grundlage; mit Ausstattung; kleine Schlosskapelle, wohl 17. Jahrhundert, nördlich davon; mit Ausstattung; erdgeschossiges Nebengebäude, sogenannte Tenne, an die Ringmauer südlich angebaut, Dachwerk bezeichnet mit „1843“; Schlossgarten mit Gartenpavillon, Terrassenmauern und Ummauerung, 18. Jahrhundert; ehemalige Vorburg, Gutshof; Ökonomiegebäude, zweigeschossiger Steilgiebelbau, 18. Jahrhundert, im Kern 17. Jahrhundert, und östlich angeschlossener Flügelbau, ehemals Pferdestall, 18./19. Jahrhundert; sogenanntes Marstallgebäude, zweigeschossiger Walmdachbau mit Kalkplattendach, 19. Jahrhundert. | D-1-76-112-16 Wikidata | weitere Bilder                                                 |
| Talstraße 13 (Standort)                                                                      | Ehemaliges Bräuhaus                                            | Zweigeschossiger Steilgiebelbau mit großen Aufzugsluken, 17./18. Jahrhundert, Ausbau des Hauses 1731, rückseitig kleiner Scheunenanbau, erste Hälfte 19. Jahrhundert. | D-1-76-112-11 Wikidata | Ehemaliges Bräuhaus                                            |
| Talstraße 16 (Standort)                                                                      | Ehemalige Mühle, auch Posthalterei, jetzt Gasthaus             | breit gelagerter, zweigeschossiger Massivbau mit Kalkplattendach und Lüftungsluken, Aufzugsgiebel, bezeichnet mit „1790“, Relief an der Fassade, Anfang 16. Jahrhundert. | D-1-76-112-12 Wikidata | weitere Bilder                                                 |

### Laimerstadt
| Lage                       | Objekt                                | Beschreibung | Akten-Nr.              | Bild                                  |
| -------------------------- | ------------------------------------- | --- | ---------------------- | ------------------------------------- |
| Bärenlohe (Standort)       | Wegkapelle                            | Halbkreisförmiger Putzbau mit Kalkplattendach, 19. Jahrhundert. | D-1-76-112-99 Wikidata | weitere Bilder                        |
| Nähe Ringstraße (Standort) | Katholische Filialkirche St. Walburga | Chorturmkirche, Chor gotisch, Langhaus 18. Jahrhundert, 1850 erweitert; mit Ausstattung; Ummauerter ehemaliger Friedhof mit Kapelle, erste Hälfte 19. Jahrhundert. | D-1-76-112-18 Wikidata | Katholische Filialkirche St. Walburga |

### Leistmühle
| Lage                                               | Objekt     | Beschreibung | Akten-Nr.              | Bild           |
| -------------------------------------------------- | ---------- | --- | ---------------------- | -------------- |
| Leistmühle 1; Nähe Leistmühle Schambach (Standort) | Leistmühle | Gasthaus, zweigeschossiger Massivbau mit hohem Kniestock und Kalkplattendach, im Kern 18. Jahrhundert, angebauter erdgeschossiger Querflügel mit Satteldach, vermutlich 19. Jahrhundert; Hofkapelle, kleiner barocker Putzbau mit Satteldach und Fassadengliederung, 18. Jahrhundert; Backofenhäuschen, 19. Jahrhundert; Mühlgraben. | D-1-76-112-19 Wikidata | weitere Bilder |

### Megmannsdorf
| Lage                       | Objekt                                           | Beschreibung | Akten-Nr.              | Bild                                             |
| -------------------------- | ------------------------------------------------ | --- | ---------------------- | ------------------------------------------------ |
| Megmannsdorf 16 (Standort) | Katholische Filialkirche St. Johannes der Täufer | Saalbau mit Steildach, romanische Anlage, barocke Veränderungen im 17. Jahrhundert; mit Ausstattung; Friedhofsmauer. | D-1-76-112-21 Wikidata | Katholische Filialkirche St. Johannes der Täufer |

### Mendorf
| Lage                          | Objekt                                | Beschreibung | Akten-Nr.              | Bild           |
| ----------------------------- | ------------------------------------- | --- | ---------------------- | -------------- |
| Simon-Mayr-Platz 8 (Standort) | Katholische Filialkirche St. Leodegar | Saalbau mit Steildach, barocke Fassaden- und Putzgliederung, Chorturm gotisch mit barocker Zwiebelhaube, Langhaus barock, Ende 17. Jahrhundert; mit Ausstattung. | D-1-76-112-22 Wikidata | weitere Bilder |

### Neuenhinzenhausen
| Lage                                  | Objekt                                | Beschreibung | Akten-Nr.              | Bild                                |
| ------------------------------------- | ------------------------------------- | --- | ---------------------- | ----------------------------------- |
| Muggenthaler Straße 28 (Standort)     | Katholische Filialkirche St. Walburga | Kleiner Saalbau mit Steildach und drei Fensterachsen, barock, Anfang 18. Jahrhundert, Turm 19. Jahrhundert; mit Ausstattung. | D-1-76-112-23 Wikidata | weitere Bilder                      |
| Schambach (Standort)                  | Figur des heiligen Johannes Nepomuk   | 18. Jahrhundert. | D-1-76-112-24 Wikidata | Figur des heiligen Johannes Nepomuk |
| Viermühlenweg 1; Schambach (Standort) | Ehemalige Mühle                       | Bauernhaus, zweigeschossiger Massivbau mit hohem Kniestock und Kalkplattendach, Aufzugsluke, Putzgliederung, bezeichnet mit „1801“; gemauerter Stadel mit Satteldach und segmentbogigem Tor, Anfang 19. Jahrhundert, Holzverkleidung aus jüngerer Zeit; Mühlgraben und Mühlrad. | D-1-76-112-25 Wikidata | weitere Bilder                      |

### Neuses
| Lage                                                | Objekt                                         | Beschreibung | Akten-Nr.              | Bild           |
| --------------------------------------------------- | ---------------------------------------------- | --- | ---------------------- | -------------- |
| Neuses 8 (Standort)                                 | Katholische Wallfahrtskirche Unsere Liebe Frau | Saalbau mit Steildach, Chor romanisch, Langhaus 17. Jahrhundert, Turm 18. Jahrhundert, über älteren Bauteilen; mit Ausstattung. | D-1-76-112-26 Wikidata | weitere Bilder |
| Neuses Striegeläcker, am Wolfsbucher Weg (Standort) | Wegkreuz                                       | 1835. | D-1-76-112-27 Wikidata | weitere Bilder |

### Ottersdorf
| Lage                                                   | Objekt    | Beschreibung | Akten-Nr.               | Bild           |
| ------------------------------------------------------ | --------- | --- | ----------------------- | -------------- |
| Nähe Ottersdorf (Standort)                             | Kapelle   | Barocker Putzbau mit Steildach und Dachreiter, eine Fensterachse, Fassadengliederung, 18. Jahrhundert.                                                  | D-1-76-112-28 Wikidata  | weitere Bilder |
| Ottersdorf 3 (Standort)                                | Scheune   | Mächtiger Steildachbau auf Bruchsteinsockel, Obergeschoss verbrettert, über segmentbogenförmige Toreinfahrten traufseitig erschlossen, 19. Jahrhundert. | D-1-76-112-102 Wikidata | weitere Bilder |
| Ottersdorf 3, an der Straße nach Berghausen (Standort) | Bildstock | Gemauert, 17./18. Jahrhundert. | D-1-76-112-17 Wikidata  | weitere Bilder |

### Pondorf
| Lage                                | Objekt                                     | Beschreibung | Akten-Nr.              | Bild           |
| ----------------------------------- | ------------------------------------------ | --- | ---------------------- | -------------- |
| Nähe Froschau (Standort)            | Wegkapelle                                 | Rechteckiger Putzbau mit vorkragendem Steildach und Eckrisalite, 18./19. Jahrhundert.                                                  | D-1-76-112-31 Wikidata | weitere Bilder |
| Kirchenweg 6 (Standort)             | Katholische Pfarrkirche St. Peter und Paul | Saalbau mit Steildach, gotische Chorturmanlage, Langhaus frühes 18. Jahrhundert, erweitert 1865; mit Ausstattung; ummauerter Friedhof. | D-1-76-112-29 Wikidata | weitere Bilder |
| Kühtrift, am Neuses Bügl (Standort) | Wegkapelle                                 | Kleiner Putzbau mit Flachsatteldach, um 1800, stark überformt (?), 20. Jahrhundert.                                                    | D-1-76-112-32 Wikidata | weitere Bilder |
| An der Bundesstraße ()              | Kapelle                                    | 1914. Nicht nachqualifiziert, im Bayerischen Denkmal-Atlas nicht kartiert.                                                             | D-1-76-112-33          |                |

### Racklhof
| Lage                                         | Objekt  | Beschreibung | Akten-Nr.              | Bild |
| -------------------------------------------- | ------- | --- | ---------------------- | ---- |
| Mendorfer Weg; Messnerberg; Wiege (Standort) | Kapelle | Putzbau mit Steildach, 18./frühes 19. Jahrhundert. Besichtigung am 15.7.2023: offensichtlich abgebrochen und durch Neubau ersetzt | D-1-76-112-34 Wikidata | BW   |

### Ried
| Lage                       | Objekt                  | Beschreibung                                                                                           | Akten-Nr.              | Bild           |
| -------------------------- | ----------------------- | --- | ---------------------- | -------------- |
| Nähe Dorfstraße (Standort) | Katholische Ortskapelle | Rechteckiger Putzbau mit Steildach und Dachreiter, eine Fensterachse, 18. Jahrhundert, Putzgliederung. | D-1-76-112-35 Wikidata | weitere Bilder |

### Sandersdorf
| Lage | Objekt                                          | Beschreibung | Akten-Nr.              | Bild                                            |
| --- | ----------------------------------------------- | --- | ---------------------- | ----------------------------------------------- |
| Am Schloßberg 5 (Standort) | Forsthaus, zum Schloss Sandersdorf gehörig      | Zweigeschossiger barockisierender Bau mit Schopfwalmdach und Bodenerker, wohl von Gabriel von Seidl, um 1900. | D-1-76-112-38 Wikidata | Forsthaus, zum Schloss Sandersdorf gehörig      |
| De-Bassus-Straße 1; Am Schloßberg; Am Schloßberg 1; Am Schloßberg 3; Am Görzenberg; de-Bassus-Straße; Nähe de-Bassus-Straße (Standort) | Schloss Sandersdorf                             | Vierflügelanlage des 17. Jahrhunderts auf mittelalterlicher Grundlage, im Dreißigjährigen Krieg zerstört und wiederaufgebaut, von Gabriel von Seidl erneuert, um 1900; mit Ausstattung. Ost- und Südflügel, dreigeschossig über hohen Sockelgeschossen, mit Treppengiebeln, talseitig mit Zwerchgiebeln und Erkern; im Südflügel Durchfahrt mit vorgelagerter Auffahrt über Stützmauern; Westflügel, niedriger Trakt mit offenen Hofarkaden und zweigeschossigem Torhaus mit Schopfwalmdach; westlich Schlosskapelle St. Joseph, mit achteckigem Zwiebelturm, romanisches Relief in der Ostwand, um 1200; mit Ausstattung; Nordflügel, ehemalige Stallungen mit Remise, jetzt Wohnhaus, von Gabriel von Seidl erbaut, wohl um 1900; Einfriedung, Anfang 20. Jahrhundert, südlich und östlich des Schlossbergplateaus. Vorburg, großer Wirtschaftshof: Verwalterhaus, barocker Walmdachbau, 1703, modern bezeichnet mit „1786“, an der Nordseite; kleiner Befestigungsturm und angeschlossener Torbogen, wohl 17. Jahrhundert, nördlich vom Verwalterhaus; hakenförmiges, zweiteiliges Wirtschaftsgebäude mit Satteldächern, 18./19. Jahrhundert, an der Südseite; zweigeschossige Scheune mit Flachsatteldach, 19. Jahrhundert, westlich des Verwalterhauses; massive Scheune mit abgeschlepptem Steildach, 18./19. Jahrhundert, nordwestlich des Verwalterhauses; Pavillon mit Pyramidendach, neubarock, wohl von Gabriel von Seidl, um 1900 erbaut, in der Schlossgärtnerei; Pavillon mit Walmdach und angeschlossener Kegelbahn, um 1900, im nördlichen Garten. | D-1-76-112-36 Wikidata | weitere Bilder                                  |
| Landshuter Straße 6; Landshuter Straße 8 (Standort)                                                                                    | Gasthaus und Geschäftshaus                      | Zweigeschossiger neubarocker Walmdachbau, mit Giebelrisalit, Eckerkerturm mit Zwiebelhaube und angeschlossenem Pavillon mit Walmdach, wohl von Gabriel von Seidl, um 1900. | D-1-76-112-39 Wikidata | Gasthaus und Geschäftshaus                      |
| Mühlbergholz, am Waldweg nach Schamhaupten (Standort)                                                                                  | Wegkapelle                                      | Halbkreisförmiger Bruchsteinbau mit abgewalmten Vordach, von zwei Holzsäulen getragen, wohl Anfang 20. Jahrhundert; mit Ausstattung. | D-1-76-112-43 Wikidata | weitere Bilder                                  |
| Nürnberger Straße 13 (Standort) | Bierkellerzugang mit barocker Portalarchitektur | 18. Jahrhundert (?). | D-1-76-112-40 Wikidata | Bierkellerzugang mit barocker Portalarchitektur |
| Riedenburger Straße 4; Riedenburger Straße 6 (Standort)                                                                                | Katholische Filialkirche Unsere Liebe Frau      | Saalbau mit Steildach auf gotischer Grundlage, um 1700 barockisiert; mit Ausstattung; mit Friedhofsummauerung, 18./19. Jahrhundert. | D-1-76-112-41 Wikidata | weitere Bilder                                  |

### Schafshill
| Lage                              | Objekt                                      | Beschreibung | Akten-Nr.              | Bild           |
| --------------------------------- | ------------------------------------------- | --- | ---------------------- | -------------- |
| Petersweg 4; Petersweg (Standort) | Katholische Filialkirche St. Peter und Paul | Saalbau mit Steildach, Bau des 14. Jahrhunderts, Turmaufbau 1811; mit Ausstattung; Mit Friedhofsummauerung, 17./18. Jahrhundert. | D-1-76-112-44 Wikidata | weitere Bilder |

### Schamhaupten
| Lage                                                | Objekt                                                                   | Beschreibung | Akten-Nr.              | Bild                 |
| --------------------------------------------------- | ------------------------------------------------------------------------ | --- | ---------------------- | -------------------- |
| Am Ursprung 3 (Standort)                            | Kleinhaus                                                                | Zweigeschossiger Massivbau mit Frackdach und Kalkplatten, an der Ostseite erdgeschossiger Anbau, wohl noch 18. Jahrhundert. | D-1-76-112-45 Wikidata | weitere Bilder       |
| Augustinerstraße 11 (Standort)                      | Katholische Pfarrkirche St. Georg, ehemalige Augustinerchorherren-Kirche | Saalbau mit Steildach, Chor 15. Jahrhundert, Langhaus bezeichnet mit „1654“, Chorturm Mitte 18. Jahrhundert. | D-1-76-112-46 Wikidata | weitere Bilder       |
| Augustinerstraße 12; Augustinerstraße 14 (Standort) | Wohnhaus, zur ehemaligen Brauerei gehörig                                | Zweigeschossiger Schopfwalmdachbau, mit Putzbandgliederungen, Ende 18./Anfang 19. Jahrhundert; ehemaliger Pferdestall, massive Scheune mit Steildach, segmentbogige Tore, Putzbandgliederung, Lüftungsöffnungen in barocker Form, bezeichnet mit „1846“ rechtwinklig angeschlossenes zweigeschossiges landwirtschaftliches Nebengebäude mit Putzgliederung und Lüftungsöffnungen, 19. Jahrhundert; ehemaliges Brauereigebäude, Braulagerstätte und Eiskeller, zweigeschossiges Gebäude mit flachem Dachabschluss und umlaufender Zinnenbekrönung, rückwärtig anschließend ehemaliger Eiskeller, giebelständiger Satteldachbau, Putzgliederung mit historisierenden Elementen, um 1899–1905, im Inneren teilweise erneuert. | D-1-76-112-48 Wikidata | weitere Bilder       |
| Neustädter Straße 3 (Standort)                      | Ehemaliger Pfarrhof, jetzt Forst- und Wohnhaus                           | Zweigeschossiger Massivbau mit Kalkplattendach, Giebelvorschüssen und kleinem Aufzugsgiebel, Mitte 18. Jahrhundert; östlich Pfarrstadel, mit Fachwerkgiebel und segmentbogigem Tor, wohl 18. Jahrhundert; westlich Backhaus, 18./19. Jahrhundert; Garten- und Hofmauern, 18./19. Jahrhundert. | D-1-76-112-49 Wikidata | BW                   |
| Neustädter Straße 4 (Standort)                      | Schloss Schamhaupten                                                     | Gutshaus in neugotischen Formen, dreigeschossiger Steildachbau mit Treppengiebel und seitlichen Erkertürmchen, 1873, im Kern Fabrikgebäude, 1784; langgestrecktes Wirtschaftsgebäude, massiver Steildachbau mit barocken Lüftungsöffnungen und Putzgliederung, 1784, westlich angebaut. | D-1-76-112-50 Wikidata | Schloss Schamhaupten |
| Neustädter Straße 8 (Standort)                      | Ehemalige Mühle                                                          | Bauernhaus, zweigeschossiger Massivbau mit Kalkplattendach, Giebelprofilen und Ochsenaugen-Lüftungsöffnungen, Ende 17./Anfang 18. Jahrhundert; Stadel, erdgeschossiger Bruchsteinbau mit Kniestock und Kalkplattendach sowie gewölbten Stalleinbauten, nach Mitte 19. Jahrhundert, im Kern älter. | D-1-76-112-51 Wikidata | weitere Bilder       |

### Schwabstetten
| Lage                                    | Objekt                                      | Beschreibung | Akten-Nr.              | Bild           |
| --------------------------------------- | ------------------------------------------- | --- | ---------------------- | -------------- |
| Alleestraße 3; Kirchenbuckel (Standort) | Katholische Pfarrkirche St. Maria Magdalena | Saalbau mit Steildach, Chorturm, spätromanische Anlage, 1966 renoviert; mit Ausstattung; Mit Friedhofummauerung, im Kern spätromanisch, erneuert in jüngerer Zeit. | D-1-76-112-53 Wikidata | weitere Bilder |

### Sollern
| Lage                                     | Objekt                                    | Beschreibung | Akten-Nr.              | Bild              |
| ---------------------------------------- | ----------------------------------------- | --- | ---------------------- | ----------------- |
| Marienstraße 8 (Standort)                | Ehemaliges Pfarrhaus                      | Zweigeschossiger Steildachbau, auf Straßenseite rhythmischer Wechsel der Fenstergrößen, Putzgliederung, auf der Wetterfahne bezeichnet mit „1878“ (fehlt!), 1995 renoviert; Pfarrgartenmauer, wohl 18. Jahrhundert.                                                                   | D-1-76-112-70 Wikidata | weitere Bilder    |
| Marienstraße 11 (Standort)               | Katholische Pfarrkirche Unsere Liebe Frau | Saalbau mit Steildach, 1696–1717, Westportal mit Sprenggiebel und Figurennische, bezeichnet mit „1717“; Turmunterbau gotisch; mit Ausstattung; Kirchhofmauer mit Beichtstuhlnischen, 17./18. Jahrhundert, mit Epitaphien, 16./19. Jahrhundert; Friedhofskapelle, 17./18. Jahrhundert. | D-1-76-112-54 Wikidata | weitere Bilder    |
| Mühlberg, an der Bundesstraße (Standort) | Kapellenbildstock                         | Pfeilerförmiger Putzbau mit Steildach, 19. Jahrhundert, in jüngerer Zeit stark erneuert. | D-1-76-112-55 Wikidata | Kapellenbildstock |

### Steinsdorf
| Lage                         | Objekt                              | Beschreibung | Akten-Nr.              | Bild                                |
| ---------------------------- | ----------------------------------- | --- | ---------------------- | ----------------------------------- |
| Forststraße (Standort)       | Wegkapelle                          | 18. Jahrhundert; mit Ausstattung.                                                                                     | D-1-76-112-57 Wikidata | weitere Bilder                      |
| Hohenwartstraße 2 (Standort) | Katholische Filialkirche St. Martin | Turmbau und Altarraum, bezeichnet mit 1770; mit Ausstattung; Grabsteine in der neuen Friedhofsmauer, 19. Jahrhundert. | D-1-76-112-56 Wikidata | Katholische Filialkirche St. Martin |

### Stenzenhof
| Lage                                          | Objekt            | Beschreibung                                                                         | Akten-Nr.              | Bild           |
| --------------------------------------------- | ----------------- | ------------------------------------------------------------------------------------ | ---------------------- | -------------- |
| Holzleite, bei Stenzenhof (Standort)          | Kapellenbildstock | Hochrechteckiger Putzbau mit Steildach und verglaster Nische, bezeichnet mit „1908“. | D-1-76-112-58 Wikidata | weitere Bilder |
| Stenzenhof In der Sandgrube bei Stenzenhof () | Gedenkkreuz       | 1925. nicht nachqualifiziert, im Bayerischen Denkmal-Atlas nicht kartiert            | D-1-76-112-60 Wikidata |                |
| Stenzenhof 5 (Standort)                       | Wegkreuz          | Kalksteinpfeiler mit gusseisernem Kreuz, um 1800, in jüngerer Zeit wohl erneuert.    | D-1-76-112-59 Wikidata | Wegkreuz       |
| Weiherfeld, am Arnbucher Weg (Standort)       | Wegkreuz          | Kalksteinpfeiler mit gusseisernem Kreuz, bezeichnet mit „1880“.                      | D-1-76-112-61 Wikidata | weitere Bilder |

### Tettenwang
| Lage                    | Objekt                                   | Beschreibung | Akten-Nr.              | Bild                                     |
| ----------------------- | ---------------------------------------- | --- | ---------------------- | ---------------------------------------- |
| Kirchplatz 4 (Standort) | Katholische Pfarrkirche St. Bartholomäus | Saalbau mit Steildach, frühgotische Anlage, barocker Umbau, 1770, erweitert im 19. Jahrhundert; mit Ausstattung; mit Friedhofsummauerung, 18./19. Jahrhundert; Friedhofskapelle, 19. Jahrhundert (?), erneuert in jüngerer Zeit. | D-1-76-112-62 Wikidata | Katholische Pfarrkirche St. Bartholomäus |

### Thannhausen
| Lage                                                                 | Objekt                                | Beschreibung | Akten-Nr.              | Bild           |
| -------------------------------------------------------------------- | ------------------------------------- | --- | ---------------------- | -------------- |
| In Thannhausen (Standort)                                            | Katholische Filialkirche St. Nikolaus | Saalbau mit Steildach und Chorturm, 1730, auf romanischer Grundlage, 1872/73 erweitert; mit Ausstattung; Mit Friedhofsmauer, im Kern 19. Jahrhundert. | D-1-76-112-63 Wikidata | weitere Bilder |
| Hinterholz, im Langholz, nördlich der Straße nach Pondorf (Standort) | Flurkapelle                           | Kleiner Putzbau mit Flachsatteldach, 19. Jahrhundert.                                                                                                 | D-1-76-112-52 Wikidata | weitere Bilder |
| Thanner Feld, am Ortsrand (Standort)                                 | Wegkapelle                            | Kleiner Putzbau mit Flachsatteldach, im Kern Barock (?).                                                                                              | D-1-76-112-65 Wikidata | weitere Bilder |
| Thannhausen 14 (Standort)                                            | Ziegelhof                             | Kubenförmiger zweigeschossiger Walmdachbau, Putzgliederung, Anfang 19. Jahrhundert.                                                                   | D-1-76-112-64 Wikidata | weitere Bilder |
| Thannhausen 16, beim Ziegelhof (Standort)                            | Wegkapelle                            | Kleiner Putzbau mit Steildach und Holztür, im Kern barock.                                                                                            | D-1-76-112-66 Wikidata | weitere Bilder |

### Weiherhaus
| Lage                                       | Objekt     | Beschreibung | Akten-Nr.              | Bild           |
| ------------------------------------------ | ---------- | --- | ---------------------- | -------------- |
| Römergrund, an der Bundesstraße (Standort) | Wegkapelle | Kleiner Putzbau mit weit vorgezogenem Walmdach auf gedrechselten Holzstützen, 19. Jahrhundert, erneuert, 20. Jahrhundert (?). | D-1-76-112-67 Wikidata | weitere Bilder |

### Winden
| Lage                 | Objekt                                | Beschreibung | Akten-Nr.              | Bild           |
| -------------------- | ------------------------------------- | --- | ---------------------- | -------------- |
| Winden 23 (Standort) | Katholische Filialkirche St. Wolfgang | Saalbau mit Steildach, einheitlicher Bau, 17. Jahrhundert; mit Ausstattung; mit Friedhofsmauer, 17./18. Jahrhundert. | D-1-76-112-68 Wikidata | weitere Bilder |

## Ehemalige Baudenkmäler
In diesem Abschnitt sind Objekte aufgeführt, die früher einmal in der Denkmalliste eingetragen waren, jetzt aber nicht mehr. Objekte, die in anderem Zusammenhang also z. B. als Teil eines Baudenkmals weiter eingetragen sind, sollen hier nicht aufgeführt werden. Aktennummern in diesem Abschnitt sind ehemalige, jetzt nicht mehr gültige Aktennummern.

| Lage                                               | Objekt                                                                                                | Beschreibung | Akten-Nr.              | Bild |
| -------------------------------------------------- | --- | --- | ---------------------- | ---- |
| Pondorf Beilngrieser Straße 5 (Standort)           | Bauernhaus, Wohnstallbau                                                                              | Erdgeschossig mit hohem Kniestock, mit Kalkplattendach, Segmentbogenfenstern und Putzbandgliederungen, um 1840/50.                                                                     | D-1-76-112-30 Wikidata | BW   |
| Sandersdorf Zur Hutzlmühle 1; Schambach (Standort) | Ehemalige Hutzelmühle, jetzt Wohnhaus                                                                 | Zweigeschossiger Satteldachbau, Anfang 19. Jahrhundert, Tür bezeichnet mit „1819“, in jüngerer Zeit stark überformt; ein unterschlächtiges Wasserrad vor dem Gebäude, 19. Jahrhundert. | D-1-76-112-42 Wikidata | BW   |
| Schamhaupten Augustinerstraße 2 (Standort)         | Inschrifttafel zur Erinnerung an die Bauherrin, die Königliche Ludwigs-Maximilian-Universität München | Drittes Viertel 19. Jahrhundert | D-1-76-112-47          | BW   |